# NGC 6070A
NGC 6070A is een spiraalvormig sterrenstelsel in het sterrenbeeld Slang. Het hemelobject werd op 18 september 1786 ontdekt door de Duits-Britse astronoom William Herschel.

## Synoniemen
- ZWG 23.18
- PGC 57350